# Eriocaulon arfakense
Eriocaulon arfakense är en gräsväxtart som beskrevs av Pieter van Royen. Eriocaulon arfakense ingår i släktet Eriocaulon och familjen Eriocaulaceae. Inga underarter finns listade i Catalogue of Life.